# Esteros
Esteros es una película de drama romántico argentina del año 2016 dirigida por Papu Curotto y escrita por Andi Nachon. Protagonizada por Ignacio Rogers, Esteban Masturini, Joaquín Parada y Blas Finardi Niz, su argumento se centra en el reencuentro de dos amigos —Matías y Jerónimo— ya adultos tras más de una década sin verse, y cómo retoman sentimientos amorosos latentes y truncados en la preadolescencia.
Por su rol en esta película, Esteban Masturini fue nominado en la categoría revelación masculina para la 66.ª edición de los Premios Cóndor de Plata.

## Sinopsis
Matías y Jerónimo son dos amigos de la infancia que veranean en la quinta familiar de Paso de Los Libres, cerca del parque Esteros del Iberá. Antes de comenzar la secundaria, los dos chicos descubren que se aman, pero su relación se ve obstaculizada por el desprecio que siente la familia de Matías hacia la homosexualidad. Matías se ve así obligado a renunciar a la amistad y al amor de Jerónimo. 
Se reencuentran diez años después, ya adultos. Matías, que se ha convertido en biólogo en Brasil, tiene pareja y parece tener un futuro claro. Regresa a su ciudad para el carnaval con su prometida. Jerónimo, que se quedó en la ciudad, trabaja como freelance en los efectos especiales para el cine. Gay y soltero, se ha mantenido cerca de la naturaleza, todavía se busca de sí mismo. El inesperado encuentro revive sensaciones que han estado latentes durante mucho tiempo en los dos jóvenes.